# 4976 Choukyongchol
4976 Choukyongchol (1991 PM) là một tiểu hành tinh vành đai chính được phát hiện ngày 9 tháng 8 năm 1991 bởi K. Watanabe ở trạm JCPM Sapporo.
Nó được đặt theo tên một nhà thiên văn học Hàn Quốc Kyong-Chol Chou.